# بابلو رويز
بابلو رويز (بالإسبانية: Pablo Ruíz)‏ هو لاعب كرة قدم تشيلي وأرجنتيني في مركز الوسط، ولد في 20 ديسمبر 1998 في مدينة كومودورو ريفادافيا في الأرجنتين. لعب مع ريال سولت ليك وريال موناركس.

## وصلات خارجية
- بابلو رويز على موقع الدوري الأمريكي (الإنجليزية)
- بابلو رويز على موقع قاعدة بيانات كرة القدم.إي يو (الإنجليزية)
- بابلو رويز على موقع Soccerbase.com (لاعب) (الإنجليزية)
- بابلو رويز على موقع Soccerway.com (الإنجليزية)
- بابلو رويز على موقع عالم كرة القدم.نت (الإنجليزية)